# Texcatepec (municipalité)

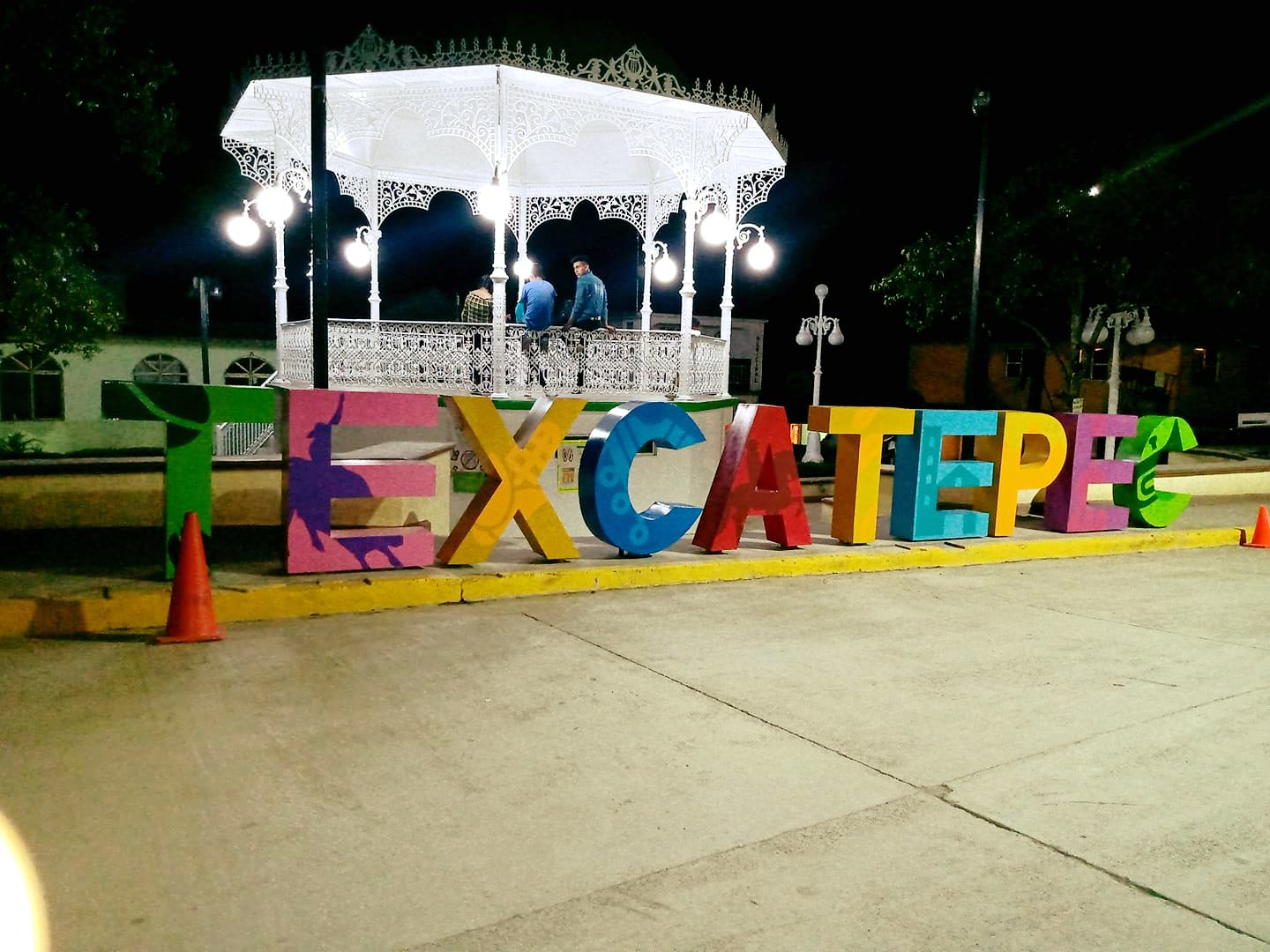
Centre du cercle municipal de Texcatepec

La municipalité de Texcatepec est l'une des 212 municipalités de l'État de Veracruz, et est située dans la partie nord de cet État. Située à l'ouest du golfe du Mexique, elle fait partie du bassin versant du fleuve Río Tuxpan, et se trouve sur les contreforts de la Sierra de Chicontepec, prolongement oriental du massif montagneux de la Sierra Madre orientale. Son chef-lieu est la ville éponyme de Texcatepec. Elle dépend de la région Huasteca Baja, du nom du peuple des Huaxtèques qui y est établi, et est une des 10 subdivisions administratives de l'État de Veracruz.

## Géographie
La municipalité de Texcatepec appartient au bassin versant du fleuve Río Tuxpan. Un des affluents de la rivière Vinazco, qui l'un deux principaux tributaires du Río Tuxpan, la borde en grande partie au nord, tandis qu'un autre affluent la traverse en son milieu. Assise pour partie sur les contreforts orientaux du massif montagneux de la Sierra Madre orientale, en un secteur nommé Sierra de Chicontepec, son altitude oscille entre 300 et 1900 mètres. Son chef-lieu, la localité éponyme de Texcatepec, se trouve dans la partie sud de son territoire. Ce territoire couvre une superficie de 95,9 km2, et était peuplé en 2020 de 10 824 habitants, pour une densité de 55,2 habitants par km2.
Cette municipalité est limitrophe au nord de celle de Zontecomatlán de López y Fuentes, à l'ouest de celle de Huayacocotla, au sud de celle de Zacualpan, et à l'est de celle de Tlachichilco.

## Composition et démographie
La municipalité était composée en 2020 de 33 localités, dont aucune n'était considérée comme urbaine, les autres étant rurales.
| Localité            | Population |
| ------------------- | ---------- |
| Ayotuxtla           | 2056       |
| Tzicatlán           | 1177       |
| Texcatepec          | 1030       |
| Pie de la Cuesta    | 905        |
| La Florida          | 622        |
| Reste des localités | 5034       |
| Total population    | 10 824     |

En plus de l'espagnol, plusieurs langues amérindiennes sont parlées dans la municipalité, dont les principales sont par ordre d'importance : l'otomí, le nahuatl et le tepehuan.

## Histoire
En 1891, la municipalité de Texcatepec est supprimée et partagée entre celles de Huayacocotla, Zontecomatlán, Zacualpan et Tlachichilco. Elle recréée en 1930, et son chef-lieu est établi à Amexac, avant d'être déplacé en 1931 à Texcatepec.

## Économie

### Agriculture et élevage
La superficie des parcelles semées représentait en 2021 une surface totale de 3755 hectares, parmi lesquels 2919 hectares étaient voués à la culture du maïs, 767 hectares étaient voués à la culture du caféier, et 58 hectares étaient voués à celle du haricot.
En 2021, la production de viande par tonnes comprenait 390,4 tonnes de viande bovine, 159 tonnes de viande porcine, 92 tonnes de viande ovine, 10,7 tonnes de viande caprine, 22,5 tonnes de volailles, et 6,6 tonnes de dinde. La superficie vouée à l'élevage représentait alors 6496 hectares.